# Вера, Мариано
Мариано Вера (исп. Mariano Vera; 23 января 1783, Санта-Фе, Вице-королевство Рио-де-ла-Плата — 26 марта 1840, Каяста, провинция Санта-Фе, Аргентинская конфедерация) — аргентинский политик и военный, каудильо и губернатор провинции Санта-Фе Объединённых провинций Рио-де-ла-Плата (1816—1818).

## Биография

### Происхождение и губернаторство
Родился 23 января 1783 года в Санта-Фе, Вице-королевство Рио-де-ла-Плата. Член одной из самых богатых купеческих семей в небольшом городке Санта-Фе и имел хорошее образование. Он трижды был членом городского совета.
Мариано Вера был сторонником федерализма, против идеи централизованного правительства. После провозглашения первой национальной правительственной хунты в 1810 году Санта-Фе управлялся вице-губернаторами, присланными из столицы Буэнос-Айреса, что не устраивало многих местных жителей и способствовало усилению влияния федералистского лидера Хосе Хервасио Артигаса, базировавшегося на Восточном берегу (сегодняшний Уругвай). Верховное управление вторглось в Санта-Фе в марте 1815 года. В апреле тогож е года Хосе Хервасио Артигас освободил его и назначил губернатором Франсиско Кандиоти. Кандиоти, в свою очередь, был свергнут и заменен централистом Хуаном Франсиско Таррагоной.
Вера и другие политические лидеры, в частности Эстанислао Лопес, заручились поддержкой последователей Кандиоти и восстали в марте 1816 года, которым помогли войска Артигаса, пришедшие через Парану, Энтре-Риос. Оккупационные силы Буэнос-Айреса под командованием Хуана Хосе Вьямонте были разбиты, и Мариано Вера был избран губернатором провинции Санта-Фе.
Вскоре после этого правительства Санта-Фе и Буэнос-Айреса подписали договоры, по которым Буэнос-Айрес признавал Санта-Фе «свободным и независимым» образованием до тех пор, пока предстоящий Тукуманский конгресс не примет национальную конституцию. Санта-Фе должен был направить своего представителя в Конгресс, а экономически важные дороги, проходящие через Санта-Фе в направлении Перу и Чили, не должны были быть закрыты для движения.
Таким образом, губернатор Мариано Вера занял прагматичную позицию равновесия между Артигасом и Буэнос-Айресом, отдавая приоритет интересам провинции, а не идеологическим проблемам. Санта-Фе, сельскохозяйственный регион у реки Парана, нуждался в доступе к порту Буэнос-Айреса и в то же время не мог позволить Буэнос-Айресу централизовать власть, что сделало бы его порт единственным, которому было разрешено функционировать (как это произошло десятилетия спустя, во время правления Хуана Мануэля де Росаса). Однако правительство Буэнос-Айреса отложило ратификацию договоров и начало кампанию по возвращению власти в Санта-Фе, сначала посредством провалившейся военной операции в августе 1816 года, а затем оказав поддержку политическим врагам Веры и восстаниям в Санта-Фе и других провинциях.
Мариано Вера решительно поддержал дело Артигаса, отправив войска, оружие и припасы на Восточный берег (современный Уругвай). Военные действия продолжались. В марте 1818 года Буэнос-Айрес отправил новые военные миссии в провинции Санта-Фе и Энтре-Риос. Губернатор Вера, ослабленный, в конечном итоге был свергнут своим бывшим союзником Эстанислао Лопесом, который одержал верх над централистской армией и правил провинцией в течение двадцати лет.

### Последние годы
Спустя годы Мариано Вера переехал в Корриентес, где поддержал партию Артигаса. Но в 1820 году, когда он потерпел поражение от Франсиско Рамиреса, его арестовали и отправили в Энтре-Риос. Там он посвятил себя торговле и скотоводству и некоторое время занимал важные военные должности.
В начале 1827 года он принял капитуляцию бразильских кораблей, побежденных Гильермо Брауном в битве при Жункале.
В 1838 году Мариано Вера участвовал в заговоре с целью убийства губернатора Паскуаля Эчагуэ, который провалился. Он бежал в Уругвай под защиту Фруктуосо Риверы. Его собственность в Энтре-Риос была конфискована.
В 1839 году он участвовал в походе Хуана Лавалье на провинции Энтре-Риос и Корриентес и сражался в битве при Йеруа. Он организовал военным путем небольшую группу изгнанных жителей Санта-Фе, противников губернатора Хуана Пабло Лопеса и Хуана Мануэля де Росаса, с целью поднять восстание в Санта-Фе.
В марте 1840 года Мариано Вера вторгся в Санта-Фе через Гран-Чако, к нему присоединились местные силы и его сопровождал Франсиско Рейнафе, который должен был последовать в провинцию Кордова и также поднять там восстание. Но ни один из них не сохранил своего престижа, а их силы были слишком малы. Когда появилась армия Лопеса, индейцы дезертировали. Они были разбиты и убиты в битве при Каясте.